# 2012年ロンドンオリンピックのデンマーク選手団
2012年ロンドンオリンピックのデンマーク選手団（2012ねんロンドンオリンピックのデンマークせんしゅだん）は、2012年7月27日から8月12日にかけてイギリスの首都ロンドンで開催された2012年ロンドンオリンピックのデンマーク選手団、およびその競技結果。

## 概要
今大会は金メダル2個、銀メダル4個、銅メダル3個の合計9個のメダルを獲得した。

## メダル
| メダル | 選手名                                                                                          | 競技         | 種目                   |
| ------ | ----------------------------------------------------------------------------------------------- | ------------ | ---------------------- |
| 金     | マス・ラスムセン ラスムス・クイスト                                                             | ボート       | 男子軽量級ダブルスカル |
| 金     | ラーセ・ノーマン・ハンセン                                                                      | 自転車       | 男子オムニアム         |
| 銀     | フィエウドビ・エリクセン                                                                        | ボート       | 女子シングルスカル     |
| 銀     | ヨナス・ホグクリステンセン                                                                      | セーリング   | 男子フィン級           |
| 銀     | マシアス・ボー カーステン・モーゲンセン                                                         | バドミントン | 男子ダブルス           |
| 銀     | アナス・ゴリング                                                                                | 射撃         | 男子スキート           |
| 銅     | カスパー・ウインター・ヨルゲンセン モルテン・ヨルゲンセン ヤコブ・バルセー エスキルジ・エベセン | ボート       | 男子軽量級舵なしフォア |
| 銅     | ペーター・ラング アラン・ノレゴール                                                             | セーリング   | 男子49er級             |
| 銅     | ヨアシム・フィッシャー・ニールセン クリスティナ・ペデルセン                                     | バドミントン | 混合ダブルス           |